# Georgi Demetradze
Georgi Demetradze (Tbilisi, 26 de setembre de 1976) és un futbolista georgià, que ocupa la posició de davanter.
Després de destacar a la lliga del seu país, el 1994 anà al Feyenoord holandés, on les lesions no el deixaren jugar massa. Posteriorment destacà a les lligues de Rússia i Ucraïna, on ha passat bona part de la seua carrera. També ha militat a les competicions d'Espanya, Israel i Azerbaidjan.
Ha estat màxim golejador en diverses ocasions: primer a la lliga de Geòrgia, després a la russa amb l'Alania Vladikavkaz (1999) i finalment a la ucraïnesa amb el Metalurh Donetsk (2004).
Demetradze ha estat internacional amb Geòrgia en 56 ocasions, tot marcant 12 gols.